# Подчауш
Подчауш је насељено мјесто у општини Братунац, Република Српска, БиХ. Према попису становништва из 1991. у насељу је живјело 699 становника.

## Становништво
| Демографија | Демографија | Демографија |
| Година      | Становника  | Становника  |
| ----------- | ----------- | ----------- |
| 1971.       | 992         |             |
| 1981.       | 574         |             |
| 1991.       | 699         |             |